# 厄瓜多爾後鰭魚
厄瓜多爾後鰭魚為輻鰭魚綱鲱形目鋸腹鰳科的其中一種，分布於東太平洋區，從哥斯大黎加至秘魯Guayaquil灣海域，體長可達14.6公分，棲息在沿岸海域、河口區，可做為食用魚。

## 擴展閱讀
維基物種上的相關：厄瓜多爾後鰭魚